# Оскар (Улица Сезам)
Оскар Ворчун (англ. Oscar the Grouch) — персонаж известной детской передачи Улица Сезам, монстр зеленого цвета (хотя в первом сезоне он был оранжевым). Оскар живет в мусорном баке и обожает коллекционировать всевозможные ненужные предметы. Больше всего в жизни он любит мусор, доказательством чего является его песня «Я люблю мусор». Оскар Ворчун — мизантроп. Его персонаж создан с целью научить детей уважению и терпимости и показать им, что ненависть и злость всегда приводят к краху.

## История
По словам Джима Хенсона, его вдохновил на создание Оскара один ворчливый официант. Большая Птица часто говорит, что Оскар её друг, хотя он, предположительно, так не считает. В первом сезоне Оскар был оранжевого цвета, однако во втором его решили сделать зелёным, чтобы подчеркнуть его любовь к мусору, к ненужным, грязным вещам, а также то обстоятельство, что, живя в грязном мусорном баке, нельзя остаться чистым.

## Атрибуты
В течение нескольких сезонов Оскара видели с его любимцем — Червяком Слими. Оскар говорит, что не любит никого и ничего. Единственный, кто однажды понравился ему — Мария, но он так и не смог сказать ей об этом. Также у него есть подружка по имени Грандета. Оскар и Грандета очень любят друг друга, хотя часто ссорятся. Однажды Оскар случайно создал танец, и у него появились поклонники.
Иногда Оскар проявляет доброту. Так, когда Эрни потерял свою резиновую уточку, он пытался её заменить. Кроме того, он любит детей.
С виду бак, в котором живёт Оскар, кажется очень маленьким, но на самом деле это не соответствует действительности. Оскар может похвастаться фермой, бассейном, фортепиано и боулингом, находящимися внутри его мусорного бака. Также там живёт его червячок Слими.

## Появление в других проектах
Оскар появлялся в мультсериале «Южный парк», в эпизоде «Воображаемая земля».
Он появился в серии «Мои основы» (My ABC's), в телесериале «Клиника», в качестве нового главного врача.
Также он участвовал в «Симпсонах» и в телешоу «Один против ста» в качестве члена мафии.
Он появлялся в "Гриффинах". Его сбили на машине Питер, Куагмир и Кливленд.
Оскар Ворчун был талисманом канадской недельной кампании по уменьшению отходов, которая продолжалась с 19 по 25 октября 2008 года.
В мультсериале «Билли и Мэнди» он выходит из бака и говорит, что играть с косами «не круто», и что может рассказать всё их родителям, то есть наябедничать.
В фильме «Ночь в музее 2» Оскар с Дартом Вэйдером пытались записаться в команду фараона, но он ответил Оскару, что тот просто «злобный нытик».
19 октября 2009 года Оскар появился на CNN в передаче, посвященной 40-летию Улицы Сезам. В интервью Андерсону Куперу Оскар сказал, что он на самом деле оранжевый, а зелёным кажется из-за мха.